# Mycetophila curvicaudata
Mycetophila curvicaudata är en tvåvingeart som beskrevs av Wu 1997. Mycetophila curvicaudata ingår i släktet Mycetophila och familjen svampmyggor. Inga underarter finns listade i Catalogue of Life.